# Майер-Мадер, Андреас
Андреас Майер-Мадер (25 октября 1891 — март 1944) — германский авантюрист и военнослужащий, офицер вермахта и войск СС, кадровый разведчик, майор.
Считается одним из главных организаторов добровольческих формирований из бывших советских граждан в рядах нацистских вооружённых сил.

## Биография
Известно, что Андреас Майер-Мадер принимал участие в боевых действиях на фронтах Первой мировой войны. Начиная с 1919 года на протяжении значительного срока работал в восточных государствах, в частности — на должности военного советника у китайского политического деятеля Чан Кайши.
В октябре-ноябре 1941 года майор Майер-Мадер занимался организацией в составе германских вооружённых сил тюркского добровольческого батальона. Источником людей стали нацистские лагеря военнопленных, откуда рекруты вербовались под присмотром немецкой военной разведки при сотрудничестве Мустафы Шокая и Каюм-хана. Созданная воинская часть под названием 480-й туркестанский батальон хорошо себя зарекомендовала в боях с советскими партизанами. Однако это формирование имело крайне низкий уровень дисциплины, что регулярно проявлялось в виде грабежей и изнасилований местного населения. Низкая дисциплина батальона стала причиной, из-за которой армейское командование отстранило Майера-Мадера от должности командира.
С января 1942 года Майер-Мадер командовал 1-м (450-м) туркестанским пехотным батальоном. В августе этого же года был отстранён от руководства из-за разногласий с Туркестанским национальным комитетом. В 1942—1943 годах проходил службу на Украине при штабе командования Восточными легионами.
Одной из амбициозных идей Майера-Мадера было желание снискать себе славу Лоуренса Аравийского для Средней Азии. Под эту задумку им была собрана группа необразованных татарских, азербайджанских, узбекских и киргизских подростков, которые, по его представлениям, должны были проникнуть в среднеазиатские районы СССР, чтобы начать там партизанскую войну с Красной армией. Этот проект вызвал серьёзное беспокойство у гитлеровских коллаборационистов из среды туркестанской интеллигенции, которые выразили неприятие разработанного плана. Разногласия достигли такого уровня, что Майер-Мадер вместе со своими тюркскими легионерами предпринял попытку убийства Каюм-хана. Двое из его сообщников были схвачены на месте преступления и повешены.
В ноябре 1943 года Майер-Мадер выступил с инициативой создания туркестанских частей в составе войск СС и сумел убедить в этом Гиммлера. В 1944 году Майер-Мадер со своим подразделением был принят в СС. 1 января 1944 года он получил должность командира 1-го Восточномусульманского полка СС и звание оберштурмбаннфюрера СС. Для комплектования этого полка солдатами Мадер-Майер ещё в декабре 1943 года совершил несколько поездок по лагерям военнопленных, где активно призывал мусульман присоединяться к СС.
Отмечается, что Майер-Мадер вербовал солдат в войска Ваффен СС обещая потенциальным кандидатам более высокую оплату, чем в вермахте и возможность сделать быструю карьеру. Однако, это пагубно сказалось на моральных качествах набранных мусульман. Созданный им 94-й пехотный полк СС, попав на фронт, быстро стал полностью неуправляемым, отличившись в массовом мародёрстве, убийствах, поджогах и грабежах. Масштаб преступных деяний военнослужащих полка был настолько широк, что это стало неприемлемо даже для войск СС. В результате решения военного трибунала многие туркестанские офицеры полка были расстреляны.

## Смерть
Информация о гибели Андреаса Майера-Мадера противоречива и неоднозначна. По официальной версии Андреас Майер-Мадер был убит в бою с советскими партизанами в Западной Белоруссии (район Юратишек). По другим сведениям Майер-Мадер был застрелен по приказу вышестоящих командиров войск СС из-за потери управления своими людьми в бою, а версия о гибели в бою с партизанами стала просто официальной «ширмой». По третьей версии он был расстрелян по приговору военного трибунала после того, как вскрылась его непосредственная причастность к неудачной попытке убийства Каюм-хана.